# Прем'єр-ліга (Сінгапур)
С.Ліга (англ. S.League) — вища ліга футбольного чемпіонату Сінгапуру серед чоловічих команд. С.Ліга була заснована в 1996 році.

## Формат змагань
Чемпіонат проводиться по традиційній круговій схемі: кожен клуб грає з кожним двічі — один раз на власному стадіоні і один раз на арені суперників. За перемогу нарховують 3 очки, за нічийний рахунок — 1 очко, за поразку — 0 очок. Клуб із найбільшою кількістю очок в кінці сезону стає чемпіоном. Команда, яка займає останнє місце в турнірі, не вибуває, а залишається у ньому на наступний сезон.

## Клуби
Від часу створення С.Ліги в 1996 році до сезону 2012 року у змаганнях брав участь 21 клуб. Допускалися до змагань не лише сінгапурські клуби, але й із інших країн, зокрема Брунею, Малайзії, Японії, Китаю, Південної Кореї. 
У сезоні 2012 року виступало 13 команд. Клуб Гомбак Юнайтед оголосив річну відпустку і в змаганнях 2013 року участі не братиме.
У сезонах 2013 та 2014 років у лізі виступало 12 команд, з сезону 2015 десять команд. 

### Учасники сезону 2012
- Албірекс Ніігата
- Балестьє Халса
- ДПММ (Бруней)
- Янг Лайонс
- Гейланг Юнайтед
- Гомбак Юнайтед
- Харімау Муда
- Хоум Юнайтед
- Хуганг Юнайтед
- САФ
- Тампінс Роверс
- Танджонг Пагар Юнайтед
- Вудлендс Веллінгтон